# 파이낸셜뉴스
파이낸셜뉴스는 대한민국의 종합 경제 일간지이다. 본사는 서울 서초구 강남대로 315 파이낸셜뉴스빌딩에 위치해 있다.

## 개요
파이낸셜뉴스(The Financial News)는 대한민국의 종합 경제 일간지다. 본사는 서울 서초구 강남대로 315 파이낸셜뉴스빌딩에 있다. 오프라인 신문과 온라인 홈페이지(www.fnnews.com)를 동시 운영하면서 시시각각 변하는 경제 뉴스를 신속하게 제공하고 있다.
한국기자협회와  국제언론기구인 국제기자연맹(IFJ)에 가입돼 있다. 국내외 유명 포털인 NAVER, DAUM, KAKAO, GOOGLE등에 노출되는 주요 미디어로, 프로페셔널 Top Tier 경제지를 지향하고 있다.
2014년 국내 언론 최초로 온라인·오프라인 통합 콘텐츠 제작 시스템인 NICE-fn을 개발하여 종이신문 중심의 제작방식에서 '디지털 퍼스트' 체제로 전환하는 혁신을 이루어 냈다. 이를 기반으로 경제, 산업, 부동산, 국제경제, 정치, 사회, 문화 분야 등을 종합 보도하며 특히 블록체인과 가상자산에 특화된 기사로 뉴스 소비자의 요구에 부응하고 있다.

## 사시와 지향점
사시는 '모나지 않은 정론, 기업과 함께 성장, 그리스도 사랑 구현'이다. 이에 따라 다음과 같은 핵심 지향점을 제시하고 있다.
① 품격 높은 분석과 전망을 통해 독자들의 고급 경제정보 및 지식에 대한 욕구를 충족시켜주고 국가 경제정책을 심층 분석하여 발전적인 대안을 제시함으로써 경제 성장의 첨병인 기업의 성장과 발전을 위한 길잡이 역할을 한다.
② 글로벌 시대에 발맞춰 국내외 경제정보 및 경제 분석 등 독자들에게 정보를 신속하게 제공하고, 국내외 정보교류와 정책대안을 제시하기 위해 서울국제금융포럼 및 서울국제A&D컨퍼런스를 'FIND'(Financial Insight Network Days)로 통합해 금융 분야 아시아 최대행사를 지향한다.
③ 중장기 성장전략 수립을 통해 ▲뉴스 미디어 소비패턴 변화에 따른 성장 모멘텀 확보 ▲'First-Class' 경제신문으로서 제 3의 도약 모색 ▲'풍요로운 미래를 여는 경제 길잡이'를 새로운 비전으로 정립 ▲기존 사업 고도화, 디지털 혁신, 뉴미디어 시장 진출 ▲프로페셔널하고 책임감 높은 fn의 강한 인재상 구현 ▲프로페셔널 경제지 지향 ▲국내외 독자들과 콘텐츠 접점을 다각화 한다.
④ 30~40대 독자 뿐 아니라 대학생들에게도 인기 있는 경제신문을 지향하면서 차별화된 콘텐츠 구성 및 최신 정보로 젊고 건강한 경제 종합뉴스지를 추구한다.
⑤ 가족 공동체 회복을 위해 헤어진 가족을 찾아주는 '잃어버린 가족 찾기 캠페인'을 2003년부터 진행하고, 사회공헌대상과 명문고 야구열전 개최 등 언론사로서 공익활동에 적극 참여 한다.

## 역사
미디어 문화를 선도하는 '퍼스트 클래스(First-Class) 경제신문'을 기치로 2000년 6월23일 창간했다. 창간 한 달 후인 2000년 7월 제 1회 서울국제금융포럼을 개최해 금융산업의 발전 방안을 모색했다.
2002년 5월 전재호 대표이사 사장(현 회장)이 발행인으로 취임하면서 파이낸셜뉴스는 비약적인 발전의 토대를 마련해다. 스포츠투데이와 파이낸셜뉴스를 발행하던 넥스트미디어그룹으로부터 독립, 독자 경영체제로 전환해 '제2의 창간'을 선언했다. 창간 이후 사옥으로 쓰던 서울 영등포구 여의도 국민일보 CCMM빌딩에서 여의도동 24의 5번지 파이낸셜뉴스빌딩으로 터전을 옮기면서 2년 남짓 짧은 '서여의도 시대'를 마감하고 '동여의도 시대'를 열었다.
2009년부터 2010년까지 창간 10주년 즈음에는 파이낸셜뉴스 성장 동력들이 새로 만들어지는 중요한 시기였다. 2010년 이후 제 2도약기를 준비하면서 그 해 5월에는 한국투자신탁운용 대표이사를 지낸 권성철 사장을 영입해 전재호 회장·권성철 사장 체제로 경영에도 변화를 시도했다. 같은 해 자회사인 fn마이스(前 fnart)가 설립됐다.
2011년부터 2015년까지는 파이낸셜뉴스가 질적으로 본격 융성한 시기다. 금융, 산업 부문에서 진일보해 품격있는 교양, 취미까지 아우르는 신문이 되고자 했다. 2011년에는 펀드마을, 메콩강포럼, 서울국제신약포럼, 모바일코리아포럼, 서울국제파생상품컨퍼런스, 국제보험산업심포지엄, 국제의료관광컨벤션, 국제회계기준포럼, 대한민국 로봇대상 등을 성공리에 개최했다. 3월 5일에는 제호를 현재 모습으로 변경함으로써 새로운 도약 의지를 표명했다. 12월 26일에는 지면 활자까지 바꿨다.
fn마이스는 2012년 6월 29일부터 7월 12일까지 서울 서초동 예술의전당 한가람 미술관에서 '10명의 큐레이터가 제시하는 10개의 미래'를 주제로 전시회를 열었다. 2013년 로테르담 필하모닉 오케슽츠라 내한 공연, 2014년 체코 필하모닉 오케스트라 내한 공연 등을 기획해 성황리에 마쳤다.
2014년 1월에는 제1회 문화콘텐츠포럼도 기획해 막을 올렸다. 문화콘텐츠 포럼은 '창조경제, 문화콘텐츠에서 길을 찾다'를 주제로 문화와 기술의 융합을 통해 새로운 부가가치 창출의 중요성을 부각시켰다.
2016년 대한민국 최초로 서울대학교 이준환·서봉원 교수 연구팀과 함께 개발한 로봇기자 '아이엠에프엔봇(IamFNBOT)'을 도입하였으며, 2017년 온라인 서비스 전면 개편을 통해 트렌드에 맞춘 사이트 구축에 이어 2020년 이용자 친화적인 간결한 UI의 웹·모바일 개편을 진행했다. 창간 20주년을 맞은 2020년 서울 여의도 본사 사옥을 벤처의 요람 서초동으로 이전했다. 이와함께 2022년 전선익 대표이사 부회장 취임과 지배구조 개편 진행, 정보기술(IT)·미디어 전문가인 변동식 사장의 영입을 통해 그간 다져온 탄탄한 기반 위에 미디어 시장의 강자로 도약하기 위해 새로운 도전에 나서고 있다.
특히 Quality Journalism 강화 및 버티컬 콘텐츠 확대, 데이터저널리즘 구현을 통한 '콘텐츠 혁신' 디지털 퍼스트 기반 확립 및 플랫폼 강화, 콘텐츠 유료화 기반 조성을 통한 '디지털 퍼스트' 영상미디어 플랫폼 확보 및 정보제공(IP)사업 진출, 이벤트 사업 재정비를 통한 '신성장 동력' 확보 등 디지털 프론티어 경제매체로 도약하고 있다.

## 연혁
- 1995년 10월 19일 : 국민일보 전략적 제휴사 넥스트미디어신문(주) 설립
- 2000년 1월 3일 : 문화관광부 정기간행물 일간 등록(가-195)
- 2000년 6월 23일 : 국민일보 계열 넥스트미디어신문(주), 한국의 파이낸셜타임스(FT)를 표방하며 '파이낸셜뉴스' 신문 창간
- 2000년 7월 12일 : 서울 여의도 한국거래소에서 제1회 '서울국제금융포럼' 개최
- 2001년 1월 30일 : 넥스트미디어신문㈜에서 분리, 파이낸셜뉴스신문㈜ 설립
- 2002년 5월1일 : 전재호 대표이사 사장 취임, 제2창간 선언
- 2002년 11월 18일 : 서울 여의도 CCMM빌딩에서 여의도 '파이낸셜뉴스 빌딩'으로 이전
- 2003년 8월 27일 : 제1회 서울국제파생상품컨퍼런스 개최
- 2003년 6월 23일 : 창간 3주년 기념 '잃어버린 가족찾기' 캠페인 시작
- 2006년 6월 11일 : 뮤지컬라이프 사이트 신설
- 2008년 6월 2일 : 미국 필라델피아 '코리아데일리뉴스'에 파이낸셜뉴스 제공
- 2009년 3월 11일 : 제1회 동남아투자포럼 개최
- 2010년 1월 10일 : fn마이스 설립
- 2010년 6월 1일 : 전재호 대표이사 회장 취임, 권성철 대표이사 사장 취임
- 2010년 6월 23일 : 창간 10주년
- 2012년 12월 3일 : 부산파이낸셜뉴스 창간
- 2014년 3월 27일 : fn투어 설립
- 2016년 1월 21일 : 대한민국 최초로 서울대학교 이준환·서봉원 교수 연구팀과 함께 개발한 알고리즘 기반의 로봇기자 '아이엠에프엔봇(IamFNBOT)', 즉 로봇 저널리즘(로봇기자 1호)을 증권 분야에 도입
- 2017년 4월 1일 : 김주현 대표이사 사장 취임
- 2018년 3월 7일 : 가이드포스트코리아 인수
- 2018년 5월 10일 : 블록포스트 창간
- 2020년 6월 23일 : 창간 20주년
- 2020년 10월 30일 : 서울 여의도에서 서초동 파이낸셜뉴스빌딩으로 사옥 이전
- 2021년 2월 26일 : 전선익  대표이사 사장 취임
- 2021년 12월 1일 : fn마이스, fn투어 합병
- 2022년 4월 1일 : 전선익 대표이사 부회장 승진
- 2022년 5월 2일 : 변동식 사장 취임
- 2025년 7월 1일 : 송의달 사장 취임

## 주요 행사와 시상
서울국제금융포럼: 매년 국내외 저명한 석학들과 경제 전문가 및 정부 고위 관계자들이 참가하여 세계 금융 산업의 핵심 과제에 대한 의견을 모으고 대안을 모색한다. 중요한 글로벌 경제 이슈를 다루어 권위 있는 포럼으로 자리 잡았다. 2023년부터는 이를 서울국제A&D컨퍼런스와 통합해 ‘FIND’(Financial Insight Network Days)로 고도화, 대형화, 집중화했다.
국제 지식재산권 및 산업보안 컨퍼런스: 지식재산권의 중요성을 일깨우기 위해 학계 전문가 뿐 아니라 각국의 특허청 차장 등 고위 관계자들을 연사로 초빙해 각국의 지재권 전략을 살펴보고 협력 방안을 모색한다.
퓨처ICT포럼: 초연결시대에 발맞춰 국내외 정보통신기술의 전문가들을 한자리에 모아 핵심 이슈와 미래 트렌드를 짚어본다.
서민금융포럼 및 서민금융대상: 매년 성장성, 사회공헌, 고객만족 등 다양한 분야에서 금융 산업 발전에 공헌한 저축은행을 선정해 시상한다.
대한민국 국토대전: 정부의 ‘국토디자인’ 정책과 연계해 전국 국토 및 도시 디자인 우수사례를 공모를 통해 발굴·시상하고 세계적인 국토 도시 디자인 추세와 관련 정보를 다루는 포럼을 국토교통부, 국토연구원 등과 진행한다.
텀페이퍼(Term-paper) 현상 공모전: 경제의 어려움을 이겨내고 선진사회를 만들기 위한 중장기 과제를 집중 발굴하기 위해 마련된 공모전으로 획기적인 아이디어 창출의 관문이 되고 있다.
신춘음악회: 2005년 ‘리처드 용재 오닐&유라시안 필하모닉 오케스트라’ 공연을 시작으로 ‘자비네 마이어 내한공연’ ‘7인의 음악인들’ 같은 클래식 공연, 신춘음악회 등 다양한 음악회를 선보이고 있다.
오페라: 2007년 오페라 ‘아이다’를 시작으로 ‘마술피리’(2009) ‘삼손과 데릴라’(2011) ‘투란도트’(2013) ‘라 트라비아타’(2015) ‘카르멘’(2016) ‘탄호이저’(2017) ‘헨젤과 그레텔’(2018) ‘삼손과 데릴라’(2021) ‘호프만의 이야기’(2022) 등 대작 오페라를 꾸준히 무대에 올리고 있다.
전국 명문고 야구열전: ‘고교야구 부활’을 캐치프레이즈로 내걸고 2014년 시작해 현재 전국 12개교가 참가하는 명실공히 전국 최고의 고교야구 제전으로 발전했다.
잃어버린 가족 찾기: 2003년 6월부터 ‘잃어버린 가족 찾기 캠페인’을 ‘크게 보는 세상, 우리 이웃 돕는다’라는 캐치프레이즈 아래 보건복지부와 경찰청, 해외입양인연대와 함께 전개하고 있다. 보건복지부 장관과 경찰청장으로부터 다섯 차례 감사패를 받았고, 2015년에는 ‘눈부신 희망(행복에너지 출간)’이란 책을 발간하기도 했다. 이 밖에 중요 행사로는 인구포럼, 지진포럼, 세계부동산투자박람회, 사회공헌대상, 서울국제의료서비스산업포럼, 국제보험산업심포지엄, 유통선진화포럼, 서울국제신약포럼 등이 있다.

## 취재망
신문 지면 제작 및 실시간 온라인 뉴스에 대응하기 위한 조직은 증권·금융·부동산·재테크·산업·경제·정보과학·유통·국제·정치·사회·전국·문화·스포츠·교육·피플·기획·연재 등으로 나뉜다. 글로벌 시대에 걸맞게 다양하고 생생한 국제 뉴스와 최신 정보를 제공하기 위해 일본, 중국, 미국에 특파원을 두고 있다. 또 경기남/북, 인천, 강원, 충북, 대전, 충남, 부산, 울산, 대구, 경북, 전남, 전북 등 전국에 걸쳐 취재 네트워크망을 가동하면서 지역사회와 함께 하는 신문으로 성장하고 있다.

## 관계사
부산파이낸셜뉴스, fn마이스, fn재팬, 가이드포스트, 블록포스트 등이 있다.

## 교통
- 수도권 전철 3호선, 신분당선 양재역

## 같이 보기
- 한국경제신문
- 매일경제신문
- 서울경제